# Philodromus lugens
Philodromus lugens är en spindelart som först beskrevs av O. Pickard-Cambridge 1876.  Philodromus lugens ingår i släktet Philodromus och familjen snabblöparspindlar.
Artens utbredningsområde är Egypten. Inga underarter finns listade i Catalogue of Life.